# نیانتیک
نیانتیک (انگلیسی: Niantic) شرکت بازی ویدئویی آمریکایی است، که در سال ۲۰۱۰ تأسیس شد.